# Det är så hälsosamt och stärkande i fjällen
Det är så hälsosamt och stärkande i fjällen är en visa i rumbatakt, komponerad av Kai Rönn och Åke Pettersson. Den spelades första gången in 1947 av revysångaren Lennart Hagvall. Visan kretsar kring en resa till fjällen där resenären inte ens har med sig skidor, då syftet med resan egentligen är fest och erotik. Skivan blev dödskallemärkt av Sveriges radio, på grund av den för tiden fräcka texten.
År 1976 släppte folkrockgruppen Scafell Pike låten som singel  under namnet "Jerry K. Gustafson & Scafell Pike's Fjällkvartett",  producerad av Anders ”Henkan” Henriksson. 
Stefan Ljungqvists inspelning från 1976 låg på Svensktoppen 1977 i tre veckor med en niondeplats som högsta placering.